# 케이알엠 (기업)
케이알엠(KRM)는 대한민국의 반도체 설계 기업이다. 본사는 서울특별시 강남구 봉은사로33길24 케이알엠빌딩에 위치해 있으며 대표이사는 박광식이다. 미국의 로봇 기업 고스트로보틱스코퍼레이션(GRC)이 개발한 사족 보행 로봇 'Vision 60'의 국내 생산, 판매, AI 소프트웨어 개발 등을 담당한다.

## 역사
2007년 10월 코스닥 시장에 상장하였으며 2023년 다믈멀티미디어에서 현재의 사명으로 변경하였다.

## 군용 로봇
육군본부와 함께 4족 보행 로봇을 전시하며 군사적 용도에 적합한 고성능 로봇을 소개한 적이 있고 전환사채 발행을 통해 조달한 자금을 로봇이 아닌 부동산 투자에 집중하고 있어 논란이 일고 있다

## 참고문헌
1. ↑  박정현, 케이알엠, 공군과 로봇 군견 연구용역 계약 체결, 한스경제, 2024.06.21
2. ↑  김세형, LIG넥스원, 미 고스트로보틱스 인수..케이알엠에 독될까 약될까, 스마트투데이, 2023.12.11
3. ↑  케이알엠, 고스트로보틱스 '4족 보행로봇' 본격 상용화 기대감에 상승세, 모바일한경, 2023-08-31
4. ↑  최두선, 인구절벽으로 로봇부대 창설할까...케이알엠 육본과 '맞손', 파이낸셜뉴스, 2023.06.24
5. ↑  양귀남, 케이알엠 ①부동산 개발에 열중…로봇은 거들뿐? 인더뉴스, September 11, 2023